# Empis nondouensis
Empis nondouensis är en tvåvingeart som beskrevs av Christophe Daugeron 2002. Empis nondouensis ingår i släktet Empis och familjen dansflugor.
Artens utbredningsområde är Nya Kaledonien. Inga underarter finns listade i Catalogue of Life.